# Skandal na ulicy Szopena
Skandal na ulicy Szopena – polski film fabularny, niema komedia z 1911 r. napisana i wyreżyserowana przez Juliana Krzewińskiego. W filmie wystąpił znany wówczas polski aktor komediowy Antoni Fertner.

## Fabuła
Według ówczesnych relacji prasowych opowiadana w filmie historia wyglądała następująco: małżeństwo jeździ na łyżwach w Dolinie Szwajcarskiej. W pewnym momencie mąż robi żonie awanturę, ponieważ przyłapuje ją z innym mężczyzną. Następuje pełen przygód pościg za uciekającą żoną i jej kochankiem.

## Obsada
Obsada filmu podana za Stanisławem Janickim:
- Józefina Bielska – żona
- Julian Krzewiński – mąż
- Wincenty Rapacki – uwodziciel
- Antoni Fertner